# Кожановский, Пётр Григорьевич
Пётр Григорьевич Кожановский (02.01.1949 - 25.07.2018)— белорусский шашечный композитор, шашист. Неоднократный призёр чемпионата Беларуси по шашечной композиции.
Специалист во всех жанрах, в последние годы отошел от жанра «задача» и выдвинулся в ряды лучших составителей этюдов-100, завоевав 4 медали на национальных чемпионатах.
Неоднократный чемпион Пинской области по русским шашкам
Работал в Пинковичской средней школе.

## Спортивные результаты
- Первый этап XI чемпионата Беларуси — этюды-64 — 11 место, проблемы-64 — 14-22 места
- Второй этап XI чемпионата Беларуси — задачи-100 — 2 место
- Первый этап XII чемпионата Беларуси — миниатюры-64 — 12 место, этюды-64 — 5 место, проблемы-64 — 8 место, задачи-64 — 7 место
- Второй этап XII чемпионата Беларуси — миниатюры-100 — 5 место, проблемы-100 — 4 место, этюды-100 — 5 место
- Первый этап XII чемпионата Беларуси — миниатюры-64 — 8 место, этюды-64 — 4 место, проблемы-64 — 10 место, задачи-64 — 7 место
- Второй этап XII чемпионата Беларуси — миниатюры-100 — 3 место, проблемы-100 — 6 место, этюды-100 — 2 место
- Первый этап XIV чемпионата Беларуси — миниатюры-64 — 11 место, этюды-64 — 8 место, проблемы-64 — 11 место
- Второй этап XIV чемпионата Беларуси — миниатюры-100 — 4 место, проблемы-100 — 10 место, этюды-100 — 3 место
- Первый этап XV чемпионата Беларуси — миниатюры-64 — 8 место, этюды-64 — 6 место, проблемы-64 — 7 место
- Второй этап XV чемпионата Беларуси — миниатюры-100 — 6 место, проблемы-100 — 5 место, этюды-100 — 2 место
- Первый этап XVI чемпионата Беларуси — миниатюры-64 — 11 место, этюды-64 — 4 место, проблемы-64 — 8 место
- Второй этап XVI чемпионата Беларуси — миниатюры-100 — 9 место, проблемы-100 — 13 место, этюды-100 — 6 место
- Первый этап XVII чемпионата Беларуси — миниатюры-64 — 8 место, этюды-64 — 8 место, проблемы-64 — 12 место, дамочные проблемы-64 — 8 место
- Второй этап XVII чемпионата Беларуси — миниатюры-100 — 3 место, проблемы-100 — 5 место, этюды-100 — 3 место, дамочные проблемы-100 — 4 место.
- Первый этап XVIII чемпионата Беларуси — миниатюры-64 — 6 место, этюды-64 — 5 место, проблемы-64 — 9 место, дамочные проблемы-64 — 8 место